# Николас Данте
Николас Данте (англ. Nicholas Dante, 22 ноября 1941, Манхэттен, Нью-Йорк — 21 мая 1991, Нью-Йорк, Нью-Йорк) — американский танцор и писатель, наиболее известен как соавтор книги, на основе который был создан мюзикл Кордебалет. Он был первым латиноамериканцем, получившим Пулитцеровскую премию в области драмы. 

## Биография
Конрадо Моралес родился в Нью-Йорке в семье пуэрториканцев. В начале своей карьеры он танцевал в кордебалете бродвейских мюзиклов, таких как «Аплодисменты» и «Амбассадор». 
В 1974 году к нему обратился его друг Майкл Беннетт и пригласил его на сеансы, которые легли в основу материала для книги мюзикла о бродвейских «цыганах», танцорах, служащих фоном для ведущих исполнителей. В конце концов, в соавторстве с Джеймсом Кирквудом-младшим, был создан «Кордебалет», который принёс Данте в 1976 году премию «Тони» и премию Drama Desk за лучшую книгу мюзикла, а также Пулитцеровскую премию в области драмы. В частности, история Пола, пуэрто-риканского танцора-гея, чья ранняя карьера заключалась в работе в дрэг-шоу, основана главным образом на жизни Данте. Актёр, сыгравший роль в знаменитом монологе, Сэмми Уильямс, получил за эту роль премию «Тони» за лучшую мужскую роль в мюзикле. Позже Данте сам сыграл эту роль.
Он является автором сценария «Ненастоящая леди» и мюзикла, основанного на жизни артиста Эла Джолсона, под названием «Джолсон сегодня вечером», но больше никогда Данте не достигал такого успеха, как с «Кордебалетом». 

## Смерть
Данте умер 21 мая 1991 года в возрасте 49 лет в Нью-Йорке от осложнений, связанных со СПИДом.